# Wynn Las Vegas
Wynn Las Vegas („Wynn”) – superluksusowy hotel i kasyno, położony przy ulicy Las Vegas Strip w Paradise, w stanie Nevada. Kosztujący 2,7 miliardy dolarów obiekt został nazwany na cześć inwestora Steve’a Wynna i stanowi własność Wynn Resorts Limited. Kompleks zajmuje powierzchnię 215 akrów (87 hektarów). Wynn Las Vegas położony jest na Las Vegas Boulevard oraz Sands Avenue.
Mierzący 187 metrów hotel ma 45 pięter i 2 716 pokoi różnej wielkości, począwszy od 59 m² w przypadku pokoi standardowych, do 650 m² w przypadku willi. W skład obiektu wchodzi również kasyno o powierzchni 10 300 m², zajmujące 20 700 m² centrum kongresowe oraz przestrzeń handlowa położona na 7100 m². Wraz z siostrzanym Encore Las Vegas, cały kompleks Wynn obejmuje 4750 pokoi.
Obiekt zdobył ocenę pięciu diamentów American Automobile Association (AAA), a także pięciu gwiazdek Mobila, Forbesa oraz Michelin i uważany jest za jeden z najbardziej luksusowych hoteli na świecie. Wynn Las Vegas oraz Encore zdobyły najwięcej pięciogwiazdkowych nagród Forbesa ze wszystkich resortów wypoczynkowych i kasyn na świecie. Poza tym Wynn przeszedł do historii, zdobywając w klasyfikacji Forbesa pięciogwiazdkową, najwyższą, ocenę w każdej kategorii – hotel, restauracja i spa – przez dwa lata z rzędu. Przewodnik Zagat Survey umieścił Wynn na szczycie listy najlepszych hoteli w Stanach Zjednoczonych. Wynn Las Vegas jest pierwszym wieżowcem, który zaczął korzystać z systemu automatycznego mycia szyb.

## Historia

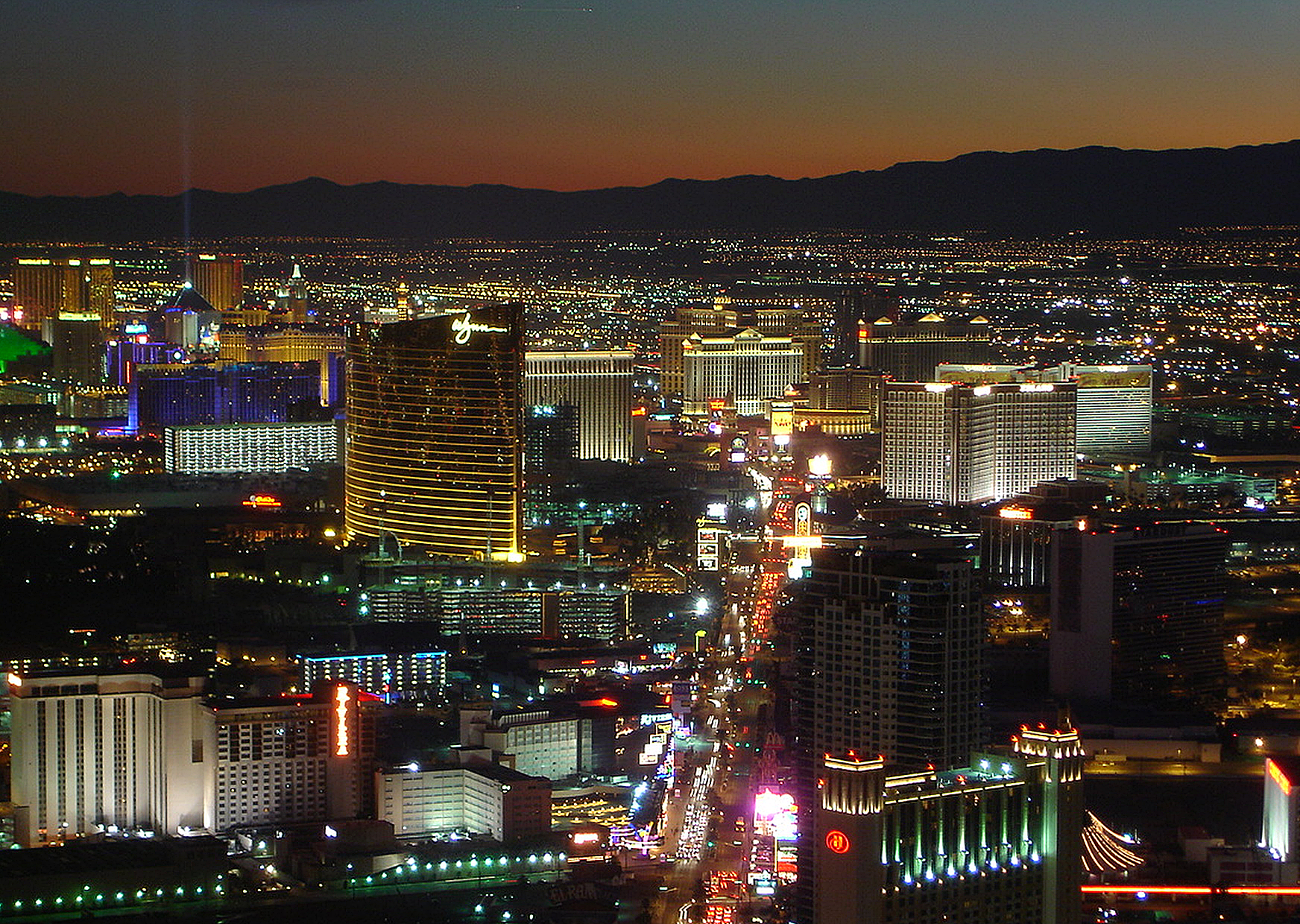
Widok na Wynn oraz panoramę Las Vegas Strip

Plany budowy nowego hotelu wstąpiły w fazę realizacji wraz z wykupieniem przez Steve’a Wynna kompleksu wypoczynkowego Desert Inn i należącego do niego historycznego pola golfowego, którego nazwę szybko zmieniono na Wynn Golf Club. Transakcji dopełniło nabycie kilku prywatnych rezydencji, położonych przy Paradise Avenue. Podczas gdy większość właścicieli zgodziła się na sprzedaż domów, część wstrzymywała się z podjęciem decyzji. Doprowadziło to do kilku spraw sądowych, zakładanych przez obie strony. Ostatecznie, inwestorzy nabyli 87 hektarów terenu, na którym miał powstać kompleks hotelowy.
4 czerwca 2002 roku Wynn Las Vegas LLC podpisał kontrakt z Marnell Corrao Associates na projekt oraz budowę obiektu. Roger Thomas został wybrany na dekoratora wnętrz, urządzając większość otwartej przestrzeni hotelu, a także wybierając najważniejsze elementy pokoi gościnnych i will. Początkowo nazwa kompleksu miała brzmieć Le Rêve, jednak w trakcie prac budowlanych została zmieniona na Wynn Las Vegas. Le Rêve, oryginalny pomysł nazwy, wykorzystany został później, jako tytuł produkcji scenicznej wystawianej wieczorami w hotelu. Wybudowany za sumę 2,7 miliardów dolarów, Wynn Las Vegas stał się największą i najdroższą budową finansowaną przez prywatnego inwestora w Stanach Zjednoczonych.
Oficjalne otwarcie Wynn Las Vegas nastąpiło 28 kwietnia 2005 roku, w dniu urodzin żony Steve’a Wynna, a także w 55. rocznicę powstania Desert Inn oraz pięć lat po tym, jak Wynn nabył obiekt. W momencie otwarcia, Wynn był najwyższym budynkiem hotelowym na ulicy Strip, utrzymując ten rekord przez dwa lata.
Obiekt wydaje własny miesięcznik, WYNN, dostępny we wszystkich pokojach hotelów Wynn i Encore, a także na ich stronach internetowych.
W przeciwieństwie do większości hoteli położonych przy ulicy Strip, a w tym Bellagio, The Mirage, oraz Treasure Island, Wynn nie posiada żadnych charakterystycznych elementów zewnętrznych. Goście poznają jego charakter dopiero wewnątrz obiektu.

### Filmy
Począwszy od otwarcia, Wynn Las Vegas, podobnie jak inne hotele przy ulicy Strip, był wielokrotnie przedstawiany w filmach oraz serialach telewizyjnych, których akcja rozgrywała się w Las Vegas.
W 2009 roku Encore Theater był sceną koncertów wokalistki Beyoncé Knowles. Koncerty te, które piosenkarka dała przy pełnych salach w okresie od 30 lipca do 2 sierpnia, zostały zarejestrowane i po zmontowaniu wydane na DVD jako I Am... Yours: An Intimate Performance at Wynn Las Vegas. W jednej ze scen filmu 2012 bohaterowie lecą samolotem pomiędzy rozpadającymi się wieżami Wynn i Encore, które chwilę później ulegają całkowitemu zawaleniu. Wynn wielokrotnie przedstawiany był również w serialu CSI: Kryminalne zagadki Las Vegas, podczas widoku na panoramę miasta.

## Innowacje
Wynn Las Vegas wprowadził oraz zaczął stosować wiele innowacyjnych technologii, zarówno w hotelu, jak i w kasynie.
Wynn był pierwszym kasynem w Las Vegas, w którym znalazł się salon samochodowy (Ferrari-Maserati). Obiekt jako pierwszy połączył również klucze hotelowe z kartami stałego gracza w kasynie w jedną plakietkę. Wynn ma największą na świecie liczbę łączy HDTV w pokojach wykorzystujących kable kategorii 6 w sieci ethernetowej. Kompleks posiada największą instalację technologii Voice over IP w telefonach hotelowych na świecie. Wynn był jednym z pierwszych kasyn, które zainstalowały wewnątrz żetonów system RFID, ułatwiający wykrycie ewentualnych fałszerstw.

## Atrakcje

### Salon Penske-Wynn Ferrari-Maserati
Wynn Las Vegas był pierwszym obiektem hotelowym, w którym znalazł się salon samochodowy. Autoryzowane studio oferuje auta marek Ferrari i Maserati, których ceny wynoszą zazwyczaj od 100 000 dolarów do 1,6 miliona dolarów, a także części oraz inne elementy ich wyposażenia.
Początkowo wstęp do salonu był darmowy, jednak z czasem pomieszczenia stały się tak zatłoczone, że zarząd zdecydował o pobieraniu opłaty w wysokości 10 dolarów od każdego odwiedzającego. Opłata ta nie obowiązuje jednak zarejestrowanych właścicieli samochodów Ferrari-Maserati oraz dzieci towarzyszących dorosłym.
Penske-Wynn jest jedną z kilku wystaw samochodowych na obszarze metropolii Las Vegas (inne można znaleźć w The Palazzo, Imperial Palace i Caesars Palace). Jednakże to Penske-Wynn Ferrari-Maserati w Wynn, wraz z salonem Lamborghini w The Palazzo, stanowią jedyne punkty sprzedaży aut w kasynach na terenie miasta.
Salonowi sprzedaży w Wynn towarzyszy również Ferrari Store, oferujący produkty sygnowane logo Ferrari, a w tym m.in. ubrania, elektronikę, produkty związane z wyścigami F1, a nawet sprzęt do prywatnych siłowni. Był to pierwszy w Ameryce Północnej, a zarazem siódmy na świecie autoryzowany sklep Ferrari. Jego pracownicy ubrani są w stroje obsługi pit stopów Ferrari w F1, natomiast sam sklep posiada system nagłośnienia, który przez cały czas emituje dźwięki wydawane przez bolidy na torze wyścigowym.

### Lake of Dreams
W przeciwieństwie do ogólnego trendu zapoczątkowanego przez The Mirage, w którym atrakcji znajdują się przeważnie na zewnątrz budynku hotelu, Wynn został zbudowany tak, że większość atrakcji znajduje się wewnątrz obiektu. Jedną z nich jest ogromny wodospad, wpadający do jeziora o powierzchni 1,2 hektara.
Kolejną atrakcją jest show Lake of Dreams, darmowe przedstawienie, złożone m.in. z projekcji świateł na wodnej ścianie oraz zmieniającym się podłożu, począwszy od płomieni, na lodzie skończywszy. Przedstawienie widoczne jest z Parasol Up (baru i areny widokowej) oraz Parasol Down (większy zasięg widoczności). Pełny widok na Lake of Dreams mają również goście przebywający w restauracjach SW Steakhouse i Lakeside Grill.

## Przedstawienia

### Le Rêve
Pierwszą produkcją wystawianą przez Wynn była Le Rêve, która zaczerpnęła tytuł z roboczej nazwy obiektu. Le Rêve to teatr wodny, w którym siedzenia publiczności znajdują się nie dalej niż 12 metrów od sceny. Autorem pomysłu na produkcję był Franco Dragone.
Samo słowo Le Rêve oznacza w języku francuskim marzenie, będąc jednocześnie nazwą obrazu Pabla Picassa, którego właścicielem jest Steve Wynn.
Wynn wykupił prawa do przedstawienia od Dragone'a, wprowadzając kilka zmian do produkcji, a w tym nowe logo.

### Avenue Q
Avenue Q, musical z udziałem kukiełek oraz ludzi, który cieszył się sporą popularnością na Broadwayu, był drugą produkcją wystawianą przez Wynn. Przedstawienie zadebiutowało 8 września 2005 roku w mieszczącym 1 200 osób Broadway Theatre, a 28 maja 2006 roku zostało wystawione po raz ostatni.

### Monty Python’s Spamalot
Musical komediowy Spamalot, oparty na filmie Monty Python i święty Graal, zadebiutował 8 marca 2007 roku w Grail Theater (wcześniej znanym jako Broadway Theatre). Oficjalna premiera przedstawienia miała jednak miejsce 31 marca, w roli króla Artura do 26 września występował John O’Hurley. Show zniknął z programu Wynn 13 lipca 2008 roku.

### Danny Gans
17 kwietnia 2008 roku Wynn Resorts ogłosił, że Danny Gans, komik i wokalista, wcześniej związany z hotelem The Mirage, od lutego 2009 roku będzie występował w Wynn. Gans zajął obiekt wykorzystywany wcześniej do przedstawień Avenue Q i Spamalot, a którego nazwę zmieniono na Encore Theater (uważany obecnie za część resortu Encore). Gans zmarł nieoczekiwanie 1 maja 2009 roku.

### Garth Brooks
15 października 2009 roku wokalista country Garth Brooks poinformował, że powraca do kariery estradowej, aby zagrać serię koncertów w Wynn. Jego występy objęły pięć weekendów od grudnia 2009 roku do końca lutego 2010 roku.
Steve Wynn odmówił ujawnienia finansowych szczegółów umowy, jednak przyznał, że obiekt zapewnia Brooksowi transport prywatnym odrzutowcem z jego posiadłości w Oklahomie do Las Vegas.

## Kluby nocne
W Wynn znajdują się trzy kluby nocne. Największy z nich stanowi Tryst, słynący z 27-metrowego wodospadu i jeziora, położonych na środku lokalu. Kolejny klub, XS, jest centrum nocnego życia hotelu Encore. Zakup całej butelki danego trunku w XS premiowany jest koktajlem w cenie 10 000 dolarów. Trzecim klubem jest Blush, który został otwarty w 2007 roku.

## Restauracje
- Alex – dwie gwiazdki Michelin, kuchnia Riwiery Francuskiej, jej właścicielem i szefem kuchni jest Alessandro Stratta[11]
- Bartolotta Ristorante di Mare – kuchnia włoska, szefem kuchni jest Paul Bartolotta
- The Buffet
- The Cafe at the Drugstore – sałatki, kanapki i inne przekąski z możliwością zakupu na wynos
- Stratta – kuchnia francuska, szefem kuchni jest Alessandro Stratta
- The Country Club – klasyczny amerykański steakhouse
- Okada – kuchnia japońska, szefem kuchni jest Masa Ishizawa
- Pizza Place
- Red 8 - azjatyckie bistro
- SW Steakhouse – steakhouse, szefem kuchni jest David Walzog
- Tableau – współczesna kuchnia amerykańska, szefem kuchni jest David Spero
- Terrace Point Café – współczesna kuchnia amerykańska
- Wing Lei – jedna gwiazdka Michelin, tradycyjna kuchnia chińska
- Zoozacrackers
- Lakeside – dania z grilla, szefem kuchni jest David Walzog

W przeszłości
- Daniel Boulud Brasserie – jedna gwiazdka Michelin, kuchnia francuska wzorowana na daniach z lokali typu brasserie, szefami kuchni byli Daniel Boulud i Wesley Holton.

Daniel Boulud Brasserie została zamknięta w lipcu 2010 roku. W jej miejscu, po gruntownej renowacji, otwarty został Lakeside Grill.

## Butiki

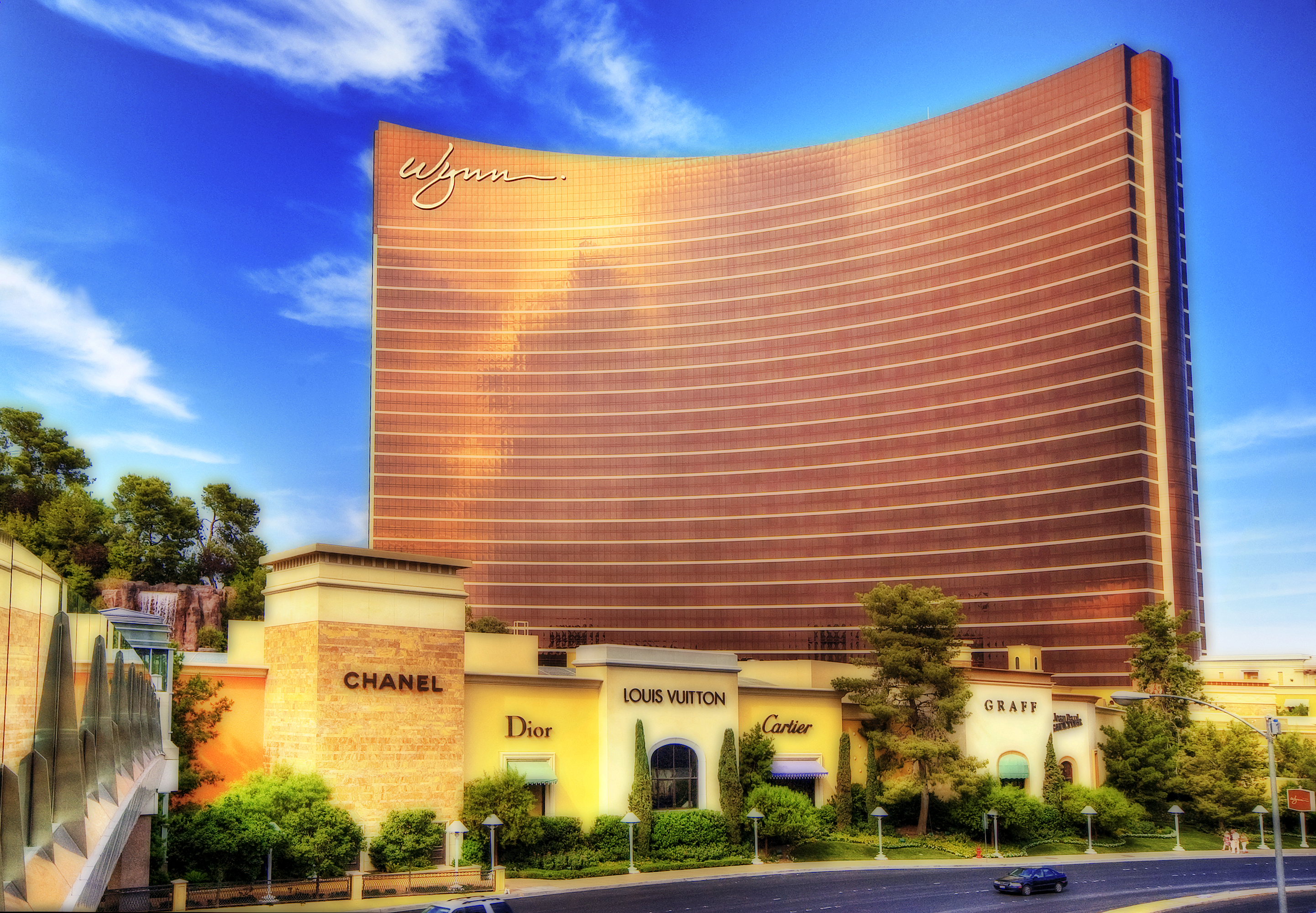
Esplanada z luksusowymi butikami przed hotelem Wynn

### Esplanada Wynn
- Brioni
- Cartier
- Chanel
- Christian Dior
- Manolo Blahnik
- Óscar de la Renta
- Louis Vuitton
- Vertu
- Alexander McQueen
- Jo Malone
- Graff
- OutFit
- Wynn & Company Watches & Jewelry
- Wynn LVNV
- San Giorgio

### W budynku Wynn Las Vegas
- Decorazzi
- Bags, Belts & Baubles
- Tiny Baubles
- Cabana Shop
- Mojitos Resort Wear
- The Pro Shop
- W.Ink
- Ferrari Dealership & Store
- The Show Shop

## Udogodnienia

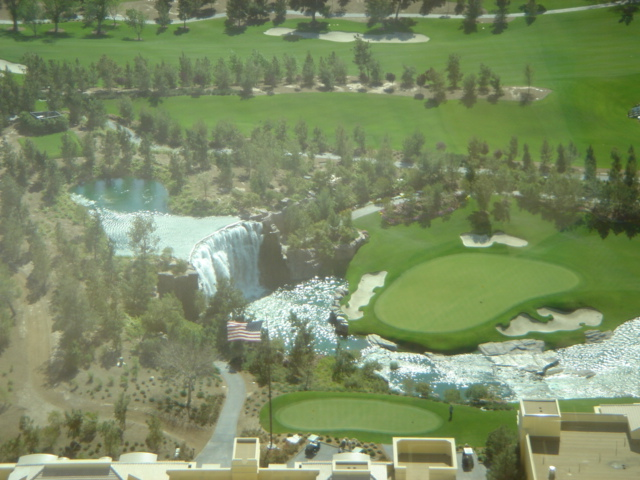
18. dołek pola golfowego Wynn

### Wynn Golf and Country Club
Wynn Golf Course jest jedynym polem golfowym przy ulicy Strip, a jego projektantami byli Steve Wynn oraz Tom Fazio.

### Tower Suites w Wynn Las Vegas
Tower Suites obejmują 296 apartamentów położonych w odseparowanej, północnej części głównej wieży hotelowej. Wszystkie pokoje posiadają prywatne wejścia i wyjścia, a także oddzielną recepcję, windy i prywatne baseny. W 2006 roku przewodnik Mobil Travel Guide oceniał je oddzielnie od reszty kompleksu Wynn. W rankingu przewodnika apartamenty uzyskały pięciogwiazdkową ocenę, stając się pierwszym hotelem w Las Vegas, który otrzymał te wyróżnienie. W 2009 roku Tower Suites wraz z 51 Skyloft Suites w MGM Grand były jedynymi obiektami wyróżnionymi pięciogwiazdkową oceną Michelin na terenie całej Nevady.

## Encore

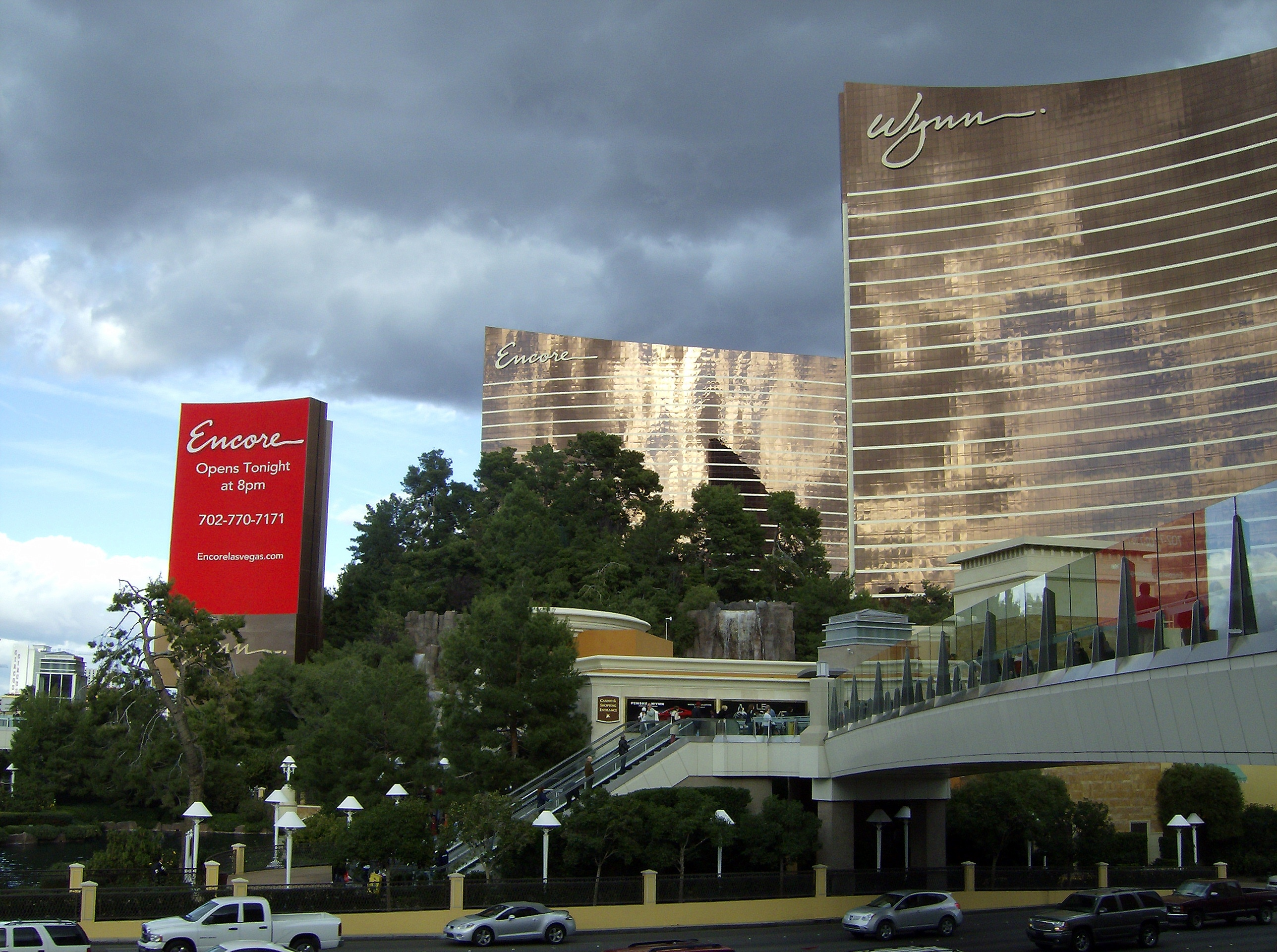
Wynn i Encore w dniu jego otwarcia

28 kwietnia 2006 roku, w dniu, w którym obiekt świętował swoją pierwszą rocznicę powstania, rozpoczęto prace nad budową drugiego budynku hotelowego. Encore, którego koszt budowy wyniósł 2,3 miliardy dolarów, ma 2 034 pokoi, a jego oficjalne otwarcie nastąpiło 22 grudnia 2008 roku.

## Przyszłe inwestycje

### Wynn Golf Course
Wynn rozważał w przeszłości wprowadzenie w życie długotrwałego planu budowy ogromnego kompleksu hotelowego i kasyna na terenie obecnego pola golfowego. Według jednej z koncepcji kompleks może składać się z kilku obiektów hotelowych wybudowanych wokół jeziora i oferujących różne sporty wodne. Na jego terenie miałyby się również znaleźć restauracje, sklepy oraz obiekty rozrywkowe. Jednakże Wynn nie stworzył żadnych konkretnych planów nowego zagospodarowania pola golfowego, a sam pomysł budowy kompleksu nie był jeszcze rozważany przez potencjalnych inwestorów.

### Dodatkowe wille
W lutym 2007 roku Wynn Las Vegas pozytywnie rozpatrzył prośbę o zgodę na budowę czterech dodatkowych willi na południowym obszarze kompleksu. Dzięki temu liczba wchodzących w skład resortu willi zwiększy się z sześciu do dziesięciu.

### Renowacje
W sierpniu 2010 roku w Wynn Las Vegas rozpoczęto remont, który potrwa aż do kwietnia 2011 roku. Blisko 2 700 pokoi i apartamentów zostanie poddanych odnowieniu, po którego zakończeniu oferta obiektu powiększy się o następujące nowe typy oferowanych pokoi i rozrywek:
- Resort Deluxe - nową wersję standardowych pokoi
- Panoramic Deluxe Room - nową wersję pokoi z widokiem panoramicznym
- Panoramic Corner Suite - do tej opcji renowacyjnej zakwalifikowało się zaledwie kilka apartamentów; nowa wersja apartamentów, które posiadają pełny, jednoczesny widok panoramiczny na Las Vegas Boulevard oraz Wynn
- Country Club Golf Course i 18. dołek.

Całkowity koszt renowacji Wynn, łącznie z modernizacją sekcji bakarata w kasynie, wyniesie 99 milionów dolarów.